# Välkommatjärnarna (Gällivare socken, Lappland, 746363-170833)
Välkommatjärnarna är en sjö i Gällivare kommun i Lappland och ingår i Kalixälvens huvudavrinningsområde.